# Arja Alho
Arja Inkeri Alho, född 21 mars 1954 i Gustav Adolfs, är en finländsk politiker.
Alho utbildade sig till sjuksköterska, blev politices kandidat 1989 och politices doktor 2004. Hon var socialdemokratisk ledamot av Helsingfors stadsfullmäktige 1980–1999 och satt i Riksdagen 1983–1999 samt 2003–2007. Hon var andra finansminister 1995–1997 men tvangs avgå sedan hon gått med på ett avtal som reducerade partiets förre ordförande Ulf Sundqvists personliga ekonomiska ansvar för bankkrisen på 1990-talet. Alho publicerade omedelbart en bok om dessa och andra politiska förvecklingar hon nödgats genomleva, Kafka kävi meillä (1997). Sedan 2009 är Alho huvudredaktör för tidskriften Ydin.

## Utmärkelser
- Riddartecknet av I klass av Finlands Lejons orden,  6 december 1991[5]

[Redigera Wikidata]